# Ульяновка (Сквирский район)
Ульяновка (укр. Улянівка) — село, входит в Сквирский район Киевской области Украины.
Население по переписи 2001 года составляло 32 человека. Почтовый индекс — 09043. Телефонный код — 4568. Занимает площадь 0,18 км². Код КОАТУУ — 3224084903.

## Местный совет
09043, Київська обл., Сквирський р-н, с.Мовчанівка, вул.Садова,1